# Сейфи Челеби
Сейфи́ Челеби́ (осман. سیفی چلبي‎, тур. Seyfi Çelebi; точные годы жизни неизвестны) — османский дефтердар XVI века, автор «Сигетвар-наме» и вероятный автор хроники под названием «Таварих» («Китаб-и таварих-и падишахан-и…»).
Сейфуллах Сейфи Челеби служил дефтердаром — заведовал финансовой частью канцелярии Османских султанов. Его перу принадлежит труд под названием «Сигетвар-наме». Сейфи Челеби умер не ранее 1597 года, вероятно во времена правления султана Ахмеда I (1603—1617).
Основной текст «Тавариха», вероятным автором которого является Сейфи Челеби, не содержит никаких данных о нём. Лишь анонимный переписчик этой хроники упоминает на титульном листе, что книга завершена в 1582 году (990 год хиджры) во время правления османского султана Мурада III (1574—1595), сына Селима II, а автором является покойный дефтердар Сейфи Челеби. Однако против этого свидетельствует упрощённый разговорный стиль сочинения, не свойственный для образованных чиновников, коими являлись дефтердары.